# Prelúdium (zene)
A prelúdium, prelűd vagy előjáték egy olyan rövid, hangszerre írt karakterdarab, ami általában valami nagyobb lélegzetvételű mű felvezetéséül szolgálhat, de a prelűd Chopin óta rövid, zongorára írt karakterdarabot jelent.
Ez a műfaj tulajdonképpen a játékosok bemelegítéséből alakult ki, hiszen a hallgatók számára természetes volt, hogy egy nagyobb mű előtt még a virtuóz játékosnak is szüksége van néhány ütemnyi bemelegítésre.
Híresebb prelúdiumok és szerzőik:
- Johann Sebastian Bach: Wohltemperiertes Klavier
- Ludwig van Beethoven: Két prelúdium, Op. 39
- Frédéric Chopin: 24 prelűd, Op. 28
- Claude Debussy: Két kötetnyi prelúdium
- Szergej Rahmaninyov: összesen 24 prelúdium
- Paul Hindemith: Ludus Tonalis
- Alberto Ginastera: Doce Preludios Americanos
- Dmitrij Dmitrijevics Sosztakovics: 12 prelúdium és fúga